# 악명 높은 사나이
"악명 높은 사나이"는 한국에서 제작된 박호태 감독의 1966년 영화이다. 장동휘 등이 주연으로 출연하였고 장동휘 등이 제작에 참여하였다.

## 출연

### 주연
- 장동휘
- 강문
- 황해
- 정애란

## 기타
- 조명: 이기섭
- 미술: 박석인